# Hennediella denticulata
Hennediella denticulata là một loài Rêu trong họ Pottiaceae. Loài này được (Wilson) R.H. Zander mô tả khoa học đầu tiên năm 1993.